# In the Army Now (Album)
In the Army Now ist das siebzehnte Studioalbum der britischen Rockband Status Quo, das im August 1986 erschien.

## Entstehung und Veröffentlichung
Die Erstveröffentlichung von In the Army Now erfolgte am 26. August 1986 bei Vertigo Records, in den Vereinigten Staaten erschien es kurze Zeit später bei Capitol Records. Das Album erschien in seiner Originalausführung als CD (Katalognummer: 830 049-2) und LP (Katalognummer: 830 049-1) mit elf Titeln. Am 24. Februar 2006 erschien bei Mercury Records eine remasterte Ausführung als CD und Download mit sechs Bonustiteln (Katalognummer: 983 412-5). Im September 2018 erschien bei Mercury Records eine Deluxeversion, die um weiteres Bonusmaterial erweitert wurde (Katalognummer: 6773609).
Geschrieben wurden die Lieder von verschiedenen Autoren, von Status Quo war lediglich Frontmann Francis Rossi beim Schreibprozess von vier Liedern beteiligt. Auf dem Album sind dabei zwei Coverversionen vertreten. Das Titelstück stammt ursprünglich vom niederländischen Duo Bolland aus dem Jahr 1981 und Speechless von Ian Hunter aus dem Jahr 1983. Für den größten Teil der Produktion zeichnete alleine Pip Williams verantwortlich, der neun Titel produzierte. Darüber hinaus stammen zwei Produktionen von Dave Edmunds.

## Titelliste
Seite eins
1. Rollin’ Home (John David) – 4:26
2. Calling (Francis Rossi, Bernie Frost) – 4:04
3. In Your Eyes (Francis Rossi, Bernie Frost) – 5:08
4. Save Me (Francis Rossi, Rick Parfitt) – 4:25
5. In the Army Now (Rob Bolland, Ferdi Bolland) – 4:41

Seite zwei
1. Dreamin’ (Francis Rossi, Bernie Frost) – 2:55
2. End of the Line (Ricky Patrick, Rick Parfitt) – 4:59
3. Invitation (Francis Rossi, Bob Young) – 3:16
4. Red Sky (John David) – 4:14
5. Speechless (Ian Hunter) – 3:41
6. Overdose (Pip Williams, Rick Parfitt) – 5:25[5]

### Remastered Edition Bonustitel (2006)
1. Lonely (B-side to the 12" single "Rollin’ Home") (Rick Parfitt, Francis Rossi) – 5:08
2. Keep Me Guessing (B-side to the 12" single "Rollin’ Home") (Rick Parfitt, Francis Rossi, Bob Young) – 4:32
3. Don’t Give It Up (B-side of "Red Sky") (Rhino Edwards, Richard Lightman, Rick Parfitt, Francis Rossi) – 4:23
4. Heartburn (B-side to the 12" single "In the Army Now") (Rick Parfitt, Patrick, Francis Rossi) – 4:46
5. Late Last Night (B-side to the 12" single "In the Army Now") (Rick Parfitt, Francis Rossi, Bob Young) – 2:58
6. Long Legged Girls (B-side of "Dreamin'") (Rick Parfitt, Pip Williams) – 5:38

### Deluxe Edition Bonustitel (2018)
1. In the Army Now – Remix
2. Lonely – B-Side – 12" of Rollin’ Home
3. Keep Me Guessing – B-Side – 12" of Rollin’ Home
4. Don't Give It Up – B-Side of Red Sky
5. Heartburn – B-Side – In the Army Now
6. Late Last Night – B-Side – In the Army Now
7. Long Legged Girls – B-Side – Dreamin’
8. Naughty Girl – Single Edit (aka Dreamin’)
9. Rock N Roll Floorboards – Unreleased B-Side*
10. Naughty Girl – Extended (aka Dreamin’)
11. Dreamin’ – Wet Mix
12. In the Army Now – Military Mix
13. The Cake Mix
14. Overdose – Live*
15. Dreamin’ – Live*
16. Blues Jam – Live*
17. La Grange / Rain – Live*

## Singleauskopplungen
| Jahr | Titel           | Höchstplatzierung, Gesamtwochen/‑monate, AuszeichnungChartplatzierungen (Jahr, Titel, , Platzierungen, Wochen/Monate, Auszeichnungen, Anmerkungen) | Höchstplatzierung, Gesamtwochen/‑monate, AuszeichnungChartplatzierungen (Jahr, Titel, , Platzierungen, Wochen/Monate, Auszeichnungen, Anmerkungen) | Höchstplatzierung, Gesamtwochen/‑monate, AuszeichnungChartplatzierungen (Jahr, Titel, , Platzierungen, Wochen/Monate, Auszeichnungen, Anmerkungen) | Höchstplatzierung, Gesamtwochen/‑monate, AuszeichnungChartplatzierungen (Jahr, Titel, , Platzierungen, Wochen/Monate, Auszeichnungen, Anmerkungen) | Anmerkungen                                                                     |
| Jahr | Titel           | DE | AT | CH | UK | Anmerkungen                                                                     |
| ---- | --------------- | --- | --- | --- | --- | ------------------------------------------------------------------------------- |
| 1986 | Rollin’ Home    | — | — | CH10 (9 Wo.)CH | UK9 (6 Wo.)UK | Erstveröffentlichung: 9. Mai 1986                                               |
| 1986 | Red Sky         | — | — | CH29 (1 Wo.)CH | UK19 (8 Wo.)UK | Erstveröffentlichung: 18. Juli 1986                                             |
| 1986 | In the Army Now | DE1 (19 Wo.)DE | AT1 (4 Mt.)AT | CH1 (14 Wo.)CH | UK2 Silber · (14 Wo.)UK | Erstveröffentlichung: 22. September 1986 Verkäufe: + 750.000; Original: Bolland |
| 1986 | Dreamin’        | DE20 (9 Wo.)DE | — | CH17 (5 Wo.)CH | UK15 (8 Wo.)UK | Erstveröffentlichung: 28. November 1986                                         |

## Rezeption
„Später wurde mir gesagt, dass niemand beim Label an einem Quo mit dem Bassisten Alan Lancaster und Rick Parfitt interessiert war. Sie wollten Parfitt und mich. Ich erfuhr auch, dass wir, wenn wir nichts zusammen machten, eine Menge Geld zurückzahlen müssten… Ich war fest entschlossen, nie wieder mit Lancaster zu arbeiten, aber er warnte uns, dass er uns eine einstweilige Verfügung erteilen würde, wenn wir versuchten, es ohne ihn zu tun. Und als wir gewannen, flippte er völlig aus.“

„Der Titelsong war großartig, aber es [das Album] hatte zu viele Füllstücke.“

## Kommerzieller Erfolg

### Chartplatzierungen
| ChartsChartplatzierungen     | Höchstplatzierung | Wochen/ Monate |
| ---------------------------- | ----------------- | -------------- |
| Deutschland (GfK)            | 14 (22 Wo.)       | 22 Wo.         |
| Österreich (Ö3)              | 12 (4 Mt.)        | 4 Mt.          |
| Schweiz (IFPI)               | 1 (27 Wo.)        | 27 Wo.         |
| Vereinigtes Königreich (OCC) | 7 (23 Wo.)        | 23 Wo.         |

| ChartsJahrescharts (1986) | Platzierung |
| ------------------------- | ----------- |
| Schweiz (IFPI)            | 28          |

| ChartsJahrescharts (1987) | Platzierung |
| ------------------------- | ----------- |
| Schweiz (IFPI)            | 12          |

### Auszeichnungen für Musikverkäufe
| Land/Region                  | Auszeichnungen für Musikverkäufe (Land/Region, Auszeichnung, Verkäufe) | Verkäufe |
| ---------------------------- | ---------------------------------------------------------------------- | -------- |
| Norwegen (IFPI)              | Silber                                                                 | 25.000   |
| Spanien (Promusicae)         | Gold                                                                   | 50.000   |
| Vereinigtes Königreich (BPI) | Gold                                                                   | 100.000  |
| Insgesamt                    | 1× Silber · 2× Gold ·                                                  | 175.000  |